# 艾哈迈德·多乌
艾哈迈德·多乌（土耳其語：Ahmet Doğu，1973年11月26日—），土耳其男子摔跤运动员。他曾代表土耳其参加世界摔跤锦标赛，获得一枚银牌。他也曾参加2000年夏季奥林匹克运动会。